# Miraces aeneipennis
Miraces aeneipennis es una especie de insecto coleóptero de la familia Chrysomelidae. Fue descrita por Jacoby en 1888. Se encuentra en Norteamérica y América Central. Se la encuentra en Condalia hookeri (Rhamnaceae) y también en Karwinskia humboldtiana (Rhamnaceae).